# 강대식
강대식(姜大植, 1959년 11월 2일~)은 대한민국의 정치인으로, 제21·22대 국회의원이다.
민선 6기 제27대 대구광역시 동구청장을 지냈다. 제21대 국회의원 선거에서 대구 동구 을 선거구에서 당선되었다.

## 학력
- 대구송정국민학교 졸업
- 안심중학교 졸업
- 경북대학교 사범대학 부설고등학교 졸업
- 영남대학교 경영대학원 경영학 석사
- 영남대학교 대학원 경영학 박사

## 경력
- 2006년 5월 31일: 제4회 전국동시지방선거 당선(민선 4기, 대구 동구 바 선거구, 한나라당, 초선)
- 2006년 7월~2010년 6월: 제5대 대구광역시 동구의회 의원(민선 4기, 대구 동구 바 선거구, 한나라당, 초선)
  - 제5대 대구광역시 동구의회 운영행정위원회 위원장
  - 제5대 대구광역시 동구의회 제2과학고유치 특별위원회 위원장
- 대구광역시 동구교육발전장학회 이사
- 대구광역시 동구 생활체육협의회 부회장
- 2010년 6월 2일: 제5회 전국동시지방선거 당선(민선 5기, 대구 동구 바 선거구, 한나라당, 재선)
- 2010년 7월~2014년 6월: 제6대 대구광역시 동구의회 의원(민선 5기, 대구 동구 바 선거구, 한나라당→새누리당, 재선)
  - 2012. 7.~2014. 6. 제6대 대구광역시 동구의회 후반기 의장
- 2012. 11.~2012.12. 제18대 대통령 선거 새누리당 박근혜 대통령 후보 대구광역시 동구 을 선거대책위원회 부위원장
- 2014년 6월 4일: 제6회 전국동시지방선거 당선(민선 6기, 대구광역시 동구청장, 새누리당, 초선)
- 2014년 7월~2018년 6월: 제27대 대구광역시 동구청장(민선 6기, 새누리당→무소속→바른정당→바른미래당, 초선)
- 대구광역시 동구교육발전장학회 이사장
- 대구광역시 동구문화재단 이사장
- 대구광역시 동구생활체육회 회장
- 2020년 4월 15일 대한민국 제21대 국회의원 선거 당선(대구 동구 을, 미래통합당, 초선)
- 2020. 6.~2020. 9. 미래통합당 대구광역시당 동구 을 당원협의회 위원장
- 2020. 9. 국민의힘 호남 동행 국회의원 발대식 명예의원(전라남도 해남군)
- 2020. 9.~2024. 1. 국민의힘 대구광역시당 동구 을 당원협의회 위원장
- 2020. 10. 국민의힘 약자와의 동행 위원회 현장동행분과위원
- 2021. 5.~2022. 4. 국민의힘 원내부대표
- 2021. 7. 국민의힘 천안함 생존 장병 및 유가족 지원 TF 위원
- 2021. 8.~2021. 11. 제20대 대통령 선거 국민의힘 유승민 대통령 경선후보 희망22 대외협력본부장
- 2021. 12.~2022. 1. 제20대 대통령 선거 국민의힘 살리는 선거대책위원회 조직총괄본부 대구지역본부장
- 2021. 12.~2022. 3. 제20대 대통령 선거 국민의힘 대구를 살리는 선거대책위원회 조직강화본부장
- 2022. 3.~2022. 8. 국민의힘 조직부총장
- 2022. 4.~2022. 5. 2022년 6월 재보궐선거 국민의힘 국회의원 재보궐선거 공천관리위원회 위원
- 2022. 6.~2022. 7. 국민의힘 해수부 공무원 피격사건 진상조사 TF 위원
- 2023. 3.~2023. 10. 국민의힘 최고위원(지명직)
- 2024. 3.~2024. 4. 제22대 국회의원 선거 국민의힘 대구선거대책위원회 총괄선거대책본부장
- 2024년 4월 10일 대한민국 제22대 국회의원 선거 당선(대구 동구·군위군 을, 국민의힘, 재선)
- 2024. 5.~ 국민의힘 대구광역시당 동구·군위군 을 당원협의회 위원장
- 2024. 6.~2024. 7. 국민의힘 정책위원회 산하 시급한 민생 현안 해결을 위한 재난안전특별위원회 위원
- 2024. 6.~2024. 7. 국민의힘 정책위원회 산하 시급한 민생 현안 해결을 위한 민생경제안정특별위원회 위원
- 2024. 7.~2025. 7. 국민의힘 대구광역시당 위원장
- 2024. 7.~2025. 7. 국민의힘 정책위원회 제4정책조정위원장(외통·국방·정보분야)
- 2024. 9.~ 국민의힘 호남동행 국회의원 발대식 명예의원(전라남도 해남군)
- 2025. 4.~2025. 4. 제21대 대통령 선거 국민의힘 홍준표 경선 후보 무대홍 캠프 국방안보총괄본부장
- 2025. 5.~2025. 6.: 제21대 대통령 선거 국민의힘 김문수 대통령 후보 대구 선거대책위원회 공동선거대책위원장 겸 총괄선거대책본부장

### 의정 활동
- 2020년 5월 30일~2024년 5월 29일: 제21대 국회의원(대구 동구 을, 미래통합당→국민의힘, 초선)
  - 2020. 6.~2024. 5. 국민미래포럼 구성의원
  - 2020. 7.~2022. 5. 제21대 국회 전반기 국방위원회 위원
  - 2020. 7.~2024. 5. 혁신 4.0 연구포럼 구성의원
  - 제21대 국회 전반기 국방위원회 예산결산심사소위원회 위원
  - 제21대 국회 전반기 국방위원회 청원심사소위원회 위원
  - 2021. 12.~2022. 5. 제21대 국회 정치개혁 특별위원회 위원
  - 2022. 7.~2024. 5. 제21대 국회 후반기 국토교통위원회 위원
    - 제21대 국회 후반기 국토교통위원회 교통법안심사소위원회 위원
    - 제21대 국회 후반기 국토교통위원회 예산결산기금심사소위원회 위원

  - 2022. 7.~2023. 5. 제21대 국회 후반기 예산결산특별위원회 위원
- 2024년 5월 30일~: 제22대 국회의원(대구 동구·군위군 을, 국민의힘, 재선)
  - 2024. 6.~ 제2기 국회지역균형발전포럼 공동대표
  - 2024. 6.~ 제22대 국회 전반기 국방위원회 간사
    - 제22대 국회 전반기 국방위원회 예산결산심사소위원회 위원장

  - 국부포럼 구성의원

## 수상
- 2015년 전국기초단체장 매니페스토 우수사례 경진대회 공약이행분야 최우수상

## 전과
- 도로교통법위반(음주운전): 벌금 2,500,000원 - 2013년 1월 30일 선고

## 역대 선거 결과
|  | 44.49% |

|  | 28.80% |

|  | 79.39% |

|  | 25.78% |

|  | 60.33% |

|  | 76.13% |

## 소속 정당
| 소속 정당 | 소속 정당    | 소속 기간 | 비고      |
| --------- | ------------ | --------- | --------- |
|           | 한나라당     | 2006~2012 | 정계 입문 |
|           | 새누리당     | 2012~2016 | 당명 변경 |
|           | 무소속       | 2016~2017 | 탈당      |
|           | 바른정당     | 2017~2018 | 창당      |
|           | 바른미래당   | 2018~2020 | 합당      |
|           | 무소속       | 2020      | 탈당      |
|           | 새로운보수당 | 2020      | 창당      |
|           | 미래통합당   | 2020      | 합당      |
|           | 국민의힘     | 2020~현재 | 당명 변경 |

## 같이 보기
- 군위군의 국회의원
- 대구 동구의 국회의원
- 동구 을 (2004년 대구 선거구)
- 동구·군위군 을
- 대구 동구청장